# The World of Stainboy
The World of Stainboy è una serie animata realizzata in animazione flash bidimensionale di sei episodi, creata e diretta da Tim Burton, tratta dal suo libro Morte malinconica del bambino ostrica e altre storie.
La colonna sonora è realizzata da Danny Elfman, musicista cantautore e compositore, da sempre collaboratore di Burton in quasi tutti i suoi film. Per la serie il compositore ebbe l'assistenza del chitarrista e arrangiatore Steve Bartek.
L'animazione è affidata ai Flinch Studios.

## Trama
Il protagonista, Stainboy, lavora per la polizia di Burbank, California, ed all'inizio di ogni episodio viene commissionato per l'investigazione di vari casi di persone particolari e bizzarre. Stainboy nella versione italiana del libro si chiama Il Bambino Supermacchia.
Ognuno dei sei episodi della serie dura più o meno cinque minuti.

## Personaggi
Protagonisti:
- Stainboy
- Sergente Glen Dale

Antagonisti:
- Staring Girl
- Roy, the Toxic Boy
- Bowling Ball Head
- Robot Boy
- Match Girl

Personaggi secondari:
- Birillini
- Genitori di Stainboy
- Charity Home Matron
- Jimmy, the Hideous Penguin Boy
- The Girl with Many Eyes
- The Boy with Nails in his Eyes
- Brie Boy
- Cracker Girl

## Episodi
- Episodio 1: Stare Girl
- Episodio 2: Toxic Boy
- Episodio 3: Bowling Ball Head
- Episodio 4: Robot Boy
- Episodio 5: Matchstick Girl
- Episodio 6: The Origin of Stainboy

## Futuro di Stainboy
Nel novembre 2010 Tim Burton ha annunciato sulla sua pagina di Twitter di essersi messo a scrivere una nuova storia con protagonista Stainboy. Tim Burton ha deciso coinvolgere anche con i suoi fan alla stesura della trama attraverso una campagna di raccolta di Tweets sulla pagina Tim Burton Story.
Il 6 dicembre 2010 si è conclusa la campagna e i migliori tweets della pagina sono divenuti ispirazione per la trama, reperibile online sul sito Internet Burton Story: è intenzione di Tim Burton fare un film con protagonista Stainboy.

## Doppiaggio
- Sgt. Glen Dale, Bowling Ball Head, Charity Home Matron, TV Announcer: Glenn Shadix
- Match Girl, Stainboy's Mother, Cracker Girl: Lisa Marie
- Stainboy's Father, TV Announcer: Will Amato
- Boy With Nails In His Eyes: Michael Viner